# Dilophus espeletiae
Dilophus espeletiae är en tvåvingeart som beskrevs av Sturm 1990. Dilophus espeletiae ingår i släktet Dilophus och familjen hårmyggor.
Artens utbredningsområde är Colombia. Inga underarter finns listade i Catalogue of Life.